# STS-41-B
（原来编号STS-11）是历史上第十次航天飞机任务，也是挑战者号航天飞机的第四次太空飞行。
此次任务中，布鲁斯·麦克坎德雷斯和罗伯特·斯图尔特完成人类首次不系绳的舱外活动。

## 任务成员
- 文斯·布兰德（Vance Brand，曾执行曾执行阿波罗-联盟测试计划、以及任务），指令长
- 罗伯特·吉布森（Robert L. Gibson，曾执行、以及任务），飞行员
- 布鲁斯·麦克坎德雷斯（Bruce McCandless，曾执行以及任务），任务专家
- 罗纳德·麦克内尔（Ronald E. McNair，曾执行以及任务），任务专家
- 罗伯特·斯图尔特（Robert L. Stewart，曾执行以及任务），任务专家